# Mantellidae
I Mantellidi (Mantellidae Laurent, 1946) sono una famiglia di anfibi anuri, endemici del Madagascar e di Mayotte, nelle isole Comore.

## Tassonomia

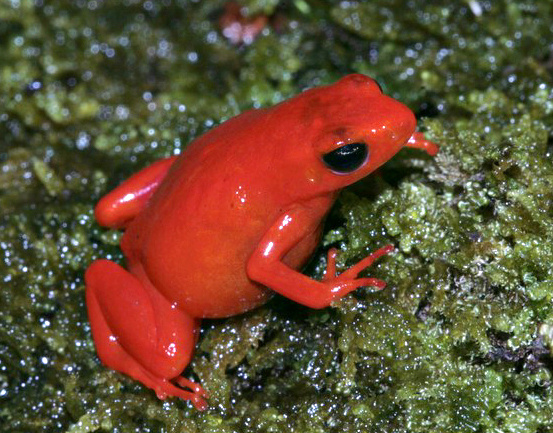
Mantella aurantiaca

La famiglia comprende 233 specie raggruppate in 3 sottofamiglie e 12 generi:
- Sottofamiglia Boophinae (79 sp.)
  - Boophis Tschudi, 1838
- Sottofamiglia Laliostominae (7 sp.)
  - Aglyptodactylus Boulenger, 1919
  - Laliostoma Glaw, Vences, and Böhme, 1998
- Sottofamiglia Mantellinae (147 sp.)
  - Blommersia Dubois, 1992
  - Boehmantis Glaw and Vences, 2006
  - Gephyromantis Methuen, 1920
  - Guibemantis Dubois, 1992
  - Mantella Boulenger, 1882
  - Mantidactylus Boulenger, 1895
  - Spinomantis Dubois, 1992
  - Tsingymantis Glaw, Hoegg, and Vences, 2006
  - Wakea Glaw and Vences, 2006